# Comuna Sotnîțka Balka, Novoukraiinka
Sotnîțka Balka (în ucraineană Сотницька Балка) este o comună în raionul Novoukraiinka, regiunea Kirovohrad, Ucraina, formată din satele Arepivka, Iehorivka, Shid, Sotnîțka Balka (reședința), Uleanivka și Voronivka.

## Demografie
Componența lingvistică a comunei Sotnîțka Balka
     Ucraineană (91,88%)
     Română (4,06%)
     Rusă (3,68%)
     Alte limbi (0,38%)
Conform recensământului din 2001, majoritatea populației comunei Sotnîțka Balka era vorbitoare de ucraineană (91,88%), existând în minoritate și vorbitori de română (4,06%) și rusă (3,68%).